# Fritz Gazzera
Fritz Gazzera (4 de dezembro de 1907 – 5 de janeiro de 1996) foi um esgrimista alemão, que participou dos Jogos Olímpicos de Verão de 1928.